# Francolès
Francolès (en francès Francoulès) és un municipi francès situat al departament de l'Òlt i a la regió d'Occitània.
El municipi té Francolès com a capital administrativa, i també compta amb els agregats de las Bòrias, lo Mas de Jordan, Redolès, los Casals, la Croseta, Contivalh, Pèlacòlh, lo Mas del Sòl, lo Mas de Jalhac, la Bòria i la Brassaliá.

## Demografia
| 1962                                       | 1968 | 1975 | 1982 | 1990 | 1999 | 2006 |
| ------------------------------------------ | ---- | ---- | ---- | ---- | ---- | ---- |
| 214                                        | 223  | 184  | 155  | 183  | 213  | 211  |
| Des de 1962: població sense dobles comptes |      |      |      |      |      |      |

## Administració
| Període   | Identitat          | Partit |
| --------- | ------------------ | ------ |
| 2001-2008 | Inés Boye          |        |
| 2008-     | Jean-Luc Guillemot |        |